# David Angell
David Lawrence Angell (født 10. april 1946, død 11. september 2001) var en amerikansk producent. Han vandt flere Emmy Awards, som skaberen af komedieserien Frasier sammen med Peter Casey og David Lee.
David Angell blev dræbt under terrorangrebet den 11. september 2001. Angell og hans kone var på om bord American Airlines Flight 11 der fløj ind i World Trade Center i New York.
American Screenwriters Association giver årligt prisen David Angell Humanitarian Award, til ære for David Angell. Prisen givets til en person i underholdnings-industrien, der bidrager til global velfærd, eller andre former for støtte til at forbedre den menneskelige tilstand.